# Српски филмови предложени за номинацију за Оскара
Од 29. доделе Оскара 1954. године установљен је Оскар за најбољи страни филм, после чега је ова награда редовно додељивана, у стандардној процедури, након номинација и гласања.
Ово је списак српских филмова који су били предложени за доделу Оскара за најбољи страни филм (ван енглеског говорног подручја) по годинама.
| Година | Филм                        | Режија              |
| ------ | --------------------------- | ------------------- |
| 1994.  | Вуковар, једна прича        | Боро Драшковић      |
| 1995.  | Подземље                    | Емир Кустурица      |
| 1996.  | Лепа села лепо горе         | Срђан Драгојевић    |
| 1997.  | Три летња дана              | Мирјана Вукомановић |
| 1998.  | Буре барута                 | Горан Паскаљевић    |
| 1999.  | Бело одело                  | Лазар Ристовски     |
| 2000.  | Небеска удица               | Љубиша Самарџић     |
| 2001.  | Рат уживо                   | Дарко Бајић         |
| 2002.  | Лавиринт                    | Мирослав Лекић      |
| 2003.  | Професионалац               | Душан Ковачевић     |
| 2004.  | Јесен стиже, Дуњо моја      | Љубиша Самарџић     |
| 2005.  | Сан зимске ноћи             | Горан Паскаљевић    |
| 2006.  | Сутра ујутру                | Олег Новковић       |
| 2007.  | Клопка                      | Срдан Голубовић     |
| 2008.  | Турнеја                     | Горан Марковић      |
| 2009.  | Свети Георгије убива аждаху | Срђан Драгојевић    |
| 2010.  | Беса                        | Срђан Карановић     |
| 2011.  | Монтевидео, Бог те видео!   | Драган Бјелогрлић   |
| 2012.  | Кад сване дан               | Горан Паскаљевић    |
| 2013.  | Кругови                     | Срдан Голубовић     |
| 2014.  | Монтевидео, видимо се!      | Драган Бјелогрлић   |
| 2015.  | Енклава                     | Горан Радовановић   |
| 2016.  | Дневник машиновође          | Милош Радовић       |
| 2017.  | Реквијем за госпођу Ј.      | Бојан Вулетић       |
| 2018.  | Изгредници                  | Дејан Зечевић       |
| 2019.  | Краљ Петар Први             | Петар Ристовски     |
| 2020.  | Дара из Јасеновца           | Предраг Антонијевић |
| 2021.  | Оаза                        | Иван Икић           |
| 2022.  | Мрак                        | Душан Милић         |
| 2023.  | Што се боре мисли моје      | Милорад Милинковић  |
| 2024.  | Руски конзул                | Мирослав Лекић      |